# Arnold Ferreira da Silva
Arnold Ferreira da Silva (Feira de Santana, 3 de agosto de 1894 — Feira de Santana, 8 de junho de 1965) foi um político brasileiro. Exerceu o mandato de deputado federal constituinte pela Bahia em 1934.